# Numicia lotis
Numicia lotis är en insektsart som beskrevs av Ronald Gordon Fennah 1957. Numicia lotis ingår i släktet Numicia och familjen Tropiduchidae. Inga underarter finns listade i Catalogue of Life.